# Rico Love
Richard Butler, Jr. (3 de dezembro de 1982) também conhecido como Rico Love, é um cantor, produtor, rapper e compositor estadunidense. Ganhou um Grammy por produzir o álbum Sweet Dreams, de Beyoncé.